# Lưu Quần
Lưu Quần (sinh ngày 19 tháng 6 năm 1925) là một cựu vận động viên đua xe đạp người Việt Nam. Cùng với 7 vận động viên khác, ông đã đại diện Việt Nam dự Thế vận hội mùa hè 1952 ở Helsinki, Phần Lan. Tại đây ông đã tham gia thi đấu nội dung xe đạp đường trường cá nhân nam và về đích với thành tích 5 giờ 24 phút 34 giây, xếp thứ 47/154 vận động viên. Đây cũng là lần đầu tiên Việt Nam có mặt tại Thế Vận hội.